# 780-е годы
780-е (семьсо́т восьмидеся́тые) го́ды по юлианскому календарю — промежуток времени с 1 января 780 года по 31 декабря 789 года, включающий 780 год 8-го десятилетия   и с 781 по 789 годы    9-го десятилетия VIII века 1-го тысячелетия.  Они закончились 1236 лет назад.

## Важнейшие события
- Второй Никейский собор (787).
- Золотой век ислама (Харун аль-Рашид).
- Победа в Японии рода Фудзивара над родом Отомо. Закрепление феодальных отношений.

## 781
- Карл Великий убедил Адриана I короновать в Риме его сыновей Пипина и Людовика.
- 781—810 — король Италии Пипин (Карломан) Младший (777—810), второй сын Карла Великого и Хильдегарды.
- Людовик I Благочестивый (778—840), младший сын Карла Великого и Хильдегарды, стал королём Аквитании.
- 781—814 — король Аквитании Людовик Благочестивый (778—840), третий сын Карла Великого и Хильдегарды.
- Под давлением Карла Тассилон III принёс ему присягу[1].
- Восстание жителей Бердаа в Арране.

## 782
- Видукинд разбил карательный отряд франков в Саксонии.
- Верденская резня. В Вердене Карл приказал казнить 4.5 тысячи заложников-саксов.
- 782—796 — реорганизация Алкуином дворцовой школы в Ахене.
- 782—805 — император Японии Камму (736—805).
- 782, август — 806, май — годы Энряку (Япония).

## 783
- Смерть Хильдегарды. Смерть Бертрады. Женитьба Карла на Фастраде, дочери Беро, графа Вармации.
- Поход Ставракия на Пелопоннес против славян.
- После упорной борьбы халифу удаётся подавить движение Муканны, которое поддерживали тюрки.

## Родились
- Ал-Хорезми

## Скончались
- Сило